# Chrysis tridens
Chrysis tridens är en stekelart. Chrysis tridens ingår i släktet Chrysis och familjen guldsteklar. Inga underarter finns listade i Catalogue of Life.